# Palm Beach
Palm Beach ist eine Stadt im Palm Beach County im US-Bundesstaat Florida. Das U.S. Census Bureau hat bei der Volkszählung 2020 eine Einwohnerzahl von 9.245 ermittelt. Palm Beach gehört zu den teuersten Wohngegenden der Welt. Der durchschnittliche Kaufpreis für ein Haus liegt bei 8,6 Millionen Dollar.

## Geographie
Die Stadt liegt etwa 105 Kilometer nördlich von Miami. Die nebenliegenden Städte West Palm Beach und Lake Worth werden von Palm Beach durch den Atlantic Intracoastal Waterway getrennt. 

## Geschichte
Der Mitbegründer der Standard Oil Company und Eisenbahntycoon Henry Morrison Flagler wird oftmals als Gründervater von Palm Beach genannt. Als Mann mit Visionen und Entschlossenheit sah Flagler eine gewinnbringende Möglichkeit, die Ostküste Floridas touristisch auszubauen. Nachdem er hier einige Zeit verbracht hatte, war er fasziniert vom milden Klima der Halbinsel. Dies brachte ihn auf die Idee, dass gut geführte Hotels sowie ein modernes Transportsystem viele Winterurlauber vom ganzen Kontinent hierher locken könnten. Flagler baute stufenweise seine Bahnlinie Florida East Coast Railway gen Süden hin aus und errichtete dazugehörige Eisenbahnhotels. 1893 erwarb Flagler ein Grundstück namens „Palm Beach“ (so genannt wegen der vielen Palmen, die hier entlang der Küste wuchsen). Das Terrain lag am Atlantischen Ozean und umfasste fast 57 Hektar (140 acres).
1894 eröffnete Flagler die erste Hotelanlage von Palm Beach, „The Royal Poinciana“ am Lake Worth. Es lag südlich von Daytona Beach und war das damals erste und einzige Hotel mit Seeblick.
Zwei Jahre später, 1896, baute Flagler hier einen Hafen. Es wurde ein Pier von etwa 300 Meter Länge errichtet, der den Dampfschiffen die Möglichkeit bieten sollte, hier anzulegen, wenn sie zwischen Nassau, Havanna, und Key West pendelten. Zur gleichen Zeit wurde die erste Freiwillige Feuerwehr von Palm Beach gegründet. Ihre Mitglieder wurden als „Flagler Alerts“ bezeichnet. Für die golfspielenden Gäste wurde ein 9-Loch-Platz mit Clubhaus namens „The Poinciana Golf Clubhouse“ erstellt. 
1900 war Palm Beach bereits als Winterferienort für die Superreichen bekannt. Die Anlage „The Royal Poinciana“ wurde um das Doppelte vergrößert. Flagler legte einen Schienenstrang seiner Bahnlinie bis zum Hoteleingang.
Zwischen 1920 und 1927 vervierfachte sich die Bevölkerung von Palm Beach. Neue Schulen wurden errichtet, aber auch landwirtschaftliche Anwesen, Zuckerrohrplantagen, Hotels, Theater und anderen Dienstleistungsbetriebe. Die Gemeinde wuchs unaufhaltsam.
Zwischen 1926 und 1928 sorgten schwere Hurrikans für beträchtliche Verwüstung in Palm Beach. Dazu kam die schwere Immobilienkrise in Florida, die schon etwa drei Jahre vor dem Börsenkrach vom 24. Oktober 1929 einsetzte. Die Grundstückspreise fielen etwa auf die Hälfte ihres Wertes.
Während des Zweiten Weltkrieges wurden entlang der Küste Floridas mehr und mehr US-Militärs stationiert, einerseits um nach feindlichen Schiffen und U-Booten Ausschau zu halten, andererseits gab es hier viele Lazarette und Erholungsheime. Während der 1950er Jahre zogen immer mehr Kriegsveteranen nach Florida. Es begann eine neue Ära für Florida und ferner für die immer noch junge Stadt Palm Beach. Sie gilt heute immer noch als Sammelpunkt der Superreichen.

### Religionen
Palm Beach ist Sitz des römisch-katholischen Bistums Palm Beach.

### Demographische Daten
Laut der Volkszählung 2010 verteilten sich die damaligen 8348 Einwohner auf 9091 Haushalte. Die Bevölkerungsdichte lag bei 818,4 Einw./km². 97,4 % der Bevölkerung bezeichneten sich als Weiße, 0,6 % als Afroamerikaner und 1,0 % als Asian Americans. 0,3 % gaben die Angehörigkeit zu einer anderen Ethnie und 0,5 % zu mehreren Ethnien an. 3,9 % der Bevölkerung bestand aus Hispanics oder Latinos.
Im Jahr 2010 lebten in 7,1 % aller Haushalte Kinder unter 18 Jahren sowie 68,5 % aller Haushalte Personen mit mindestens 65 Jahren. 51,1 % der Haushalte waren Familienhaushalte (bestehend aus verheirateten Paaren mit oder ohne Nachkommen bzw. einem Elternteil mit Nachkommen). Die durchschnittliche Größe eines Haushalts lag bei 1,74 Personen und die durchschnittliche Familiengröße bei 2,28 Personen.
7,4 % der Bevölkerung waren jünger als 20 Jahre, 5,8 % waren 20 bis 39 Jahre alt, 21,2 % waren 40 bis 59 Jahre alt und 66,6 % waren mindestens 60 Jahre alt. Das mittlere Alter betrug 67 Jahre. 44,8 % der Bevölkerung waren männlich und 55,2 % weiblich.
Das durchschnittliche Jahreseinkommen lag bei 109.167 US$, dabei lebten 4,8 % der Bevölkerung unter der Armutsgrenze. Anfang 2024 lebten in Palm Beach 24 Milliardäre.
Im Jahr 2000 war Englisch die Muttersprache von 87,81 % der Bevölkerung, Französisch sprachen 4,48 % und 7,71 % hatten eine andere Muttersprache.

## Sehenswürdigkeiten
Folgende Objekte sind im National Register of Historic Places gelistet:
| - Breakers Hotel Complex - Henry Morrison Flagler House - Mar-a-Lago National Historic Landmark - Palm Beach Daily News Building - Palm Beach Hotel - Palm Beach Town Hall | - Paramount Theatre Building - US Post Office - Via Mizner - Vineta Hotel - William Gray Warden House |

Der Four Arts Gardens ist ein botanischer Garten in Palm Beach.

## Verkehr
Durch Palm Beach verläuft der U.S. Highway 98 sowie die Florida State Roads A1A, 80, 700 und 704.
Wenige Kilometer westlich von Palm Beach am U.S. Highway 98 liegt der Palm Beach International Airport.

## Kriminalität
Die Kriminalitätsrate lag im Jahr 2010 mit 70 Punkten (US-Durchschnitt: 266 Punkte) im niedrigen Bereich. Es gab eine Vergewaltigung, einen Raubüberfall, fünf Körperverletzungen, 22 Einbrüche, 107 Diebstähle und drei Autodiebstähle.

## Söhne und Töchter der Stadt
- Jane Holzer (* 1940), Model, Schauspielerin und ein ehemaliger Andy Warhol-„Superstar“
- Forrest Landis (* 1994), Schauspieler
- Henry Paulson (* 1946), Geschäftsmann und Politiker, Finanzminister der Vereinigten Staaten
- Marc Silvestri (* 1958), Comiczeichner und -verleger
- Jennifer Sky (* 1976), Schauspielerin
- Rodin Younessi (* 1969), Autorennfahrer, Unternehmer und Anwalt